# برج دیوخانه
برج دیوخانه از آثار تاریخی پیش از اسلام در منطقه رودبارک شهرستان مهدیشهر در استان سمنان است. این اثر در تاریخ نهم اردیبهشت ماه ۱۳۸۲ با شماره ۸۶۱۸ در فهرست آثار ملی ایران به ثبت رسیده است.